# أنجمين (مقاطعة اشتهارد)
أنجمين (بالإنجليزية: Mazraeh-ye Anjmin)‏ هي مستوطنة تقع في مقاطعة إشتهارد في إيران. يقدر عدد سكانها بـ 62 نسمة .